# رائول مولینا (بازیکن فوتبال)
رائول مولینا (انگلیسی: Raúl Molina؛ زادهٔ ۲۵ نوامبر ۱۹۷۶) بازیکن فوتبال اهل اسپانیا است.
از باشگاه‌هایی که در آن بازی کرده‌است می‌توان به باشگاه فوتبال اسپانیول، باشگاه فوتبال رایو وایکانو، باشگاه فوتبال رکریتیوو اوئلوا، باشگاه فوتبال آلباسته بالومپیه، باشگاه فوتبال خرز، و باشگاه فوتبال اتلتیکو مادرید بی اشاره کرد.